# Checo Bajo
Checo Bajo es una localidad peruana ubicada en el distrito de Morropón, perteneciente a la provincia homónima del departamento de Piura, al norte del Perú. 

## Ubicación
Checo Bajo se ubica al noroeste de la provincia de Morropón, en el distrito homónimo, en el departamento de Piura.

## Demografía
En 2017 Checo Bajo tenía una población de 3 habitantes.